# Hermann Thurn

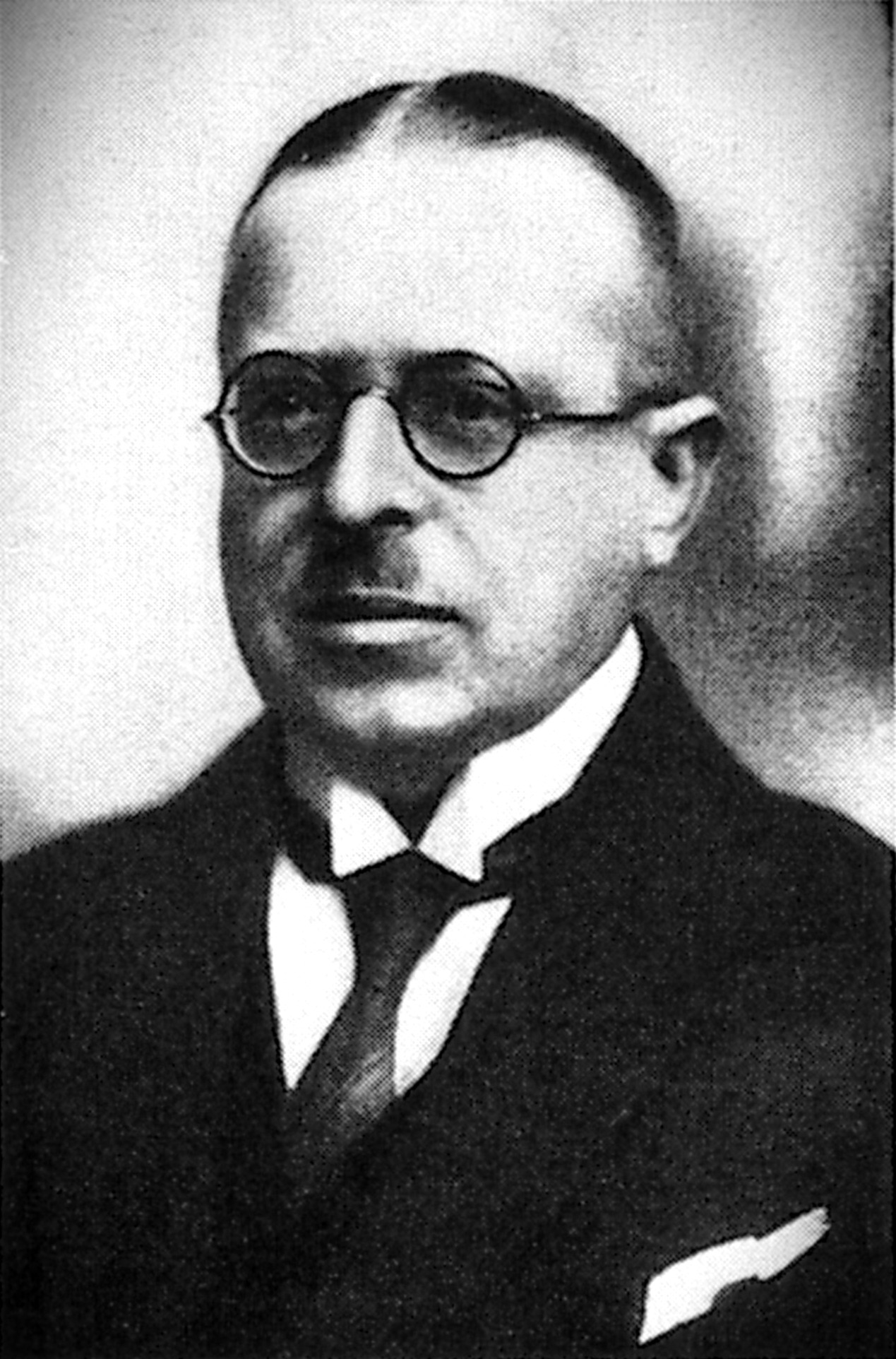
Hermann Thurn (1925)

Hermann Thurn (* 1877 in Krefeld; † 27. Dezember 1932 in Berlin) war ein deutscher Elektroingenieur und Radiopionier, Postbeamter, Ministerialbeamter und Fachautor im Funkwesen zur Zeit des Kaiserreichs und der Weimarer Republik.

## Leben
Der 1876 in Krefeld geborene Thurn trat 1896 in den höheren Postdienst der kaiserlichen Post ein. Als Telegraphen-Inspektor veröffentlichte er 1907 das allgemeinverständlich verfasste Buch Die Funkentelegraphie, das bis 1918 fünf Auflagen erlebte. Er wurde im Telegraphen-Versuchsamt des Reichspostamts (damaliges Postministerium) tätig. Ab 1911 publizierte er über den militärischen und zivilen Einsatz der Funktechnik im Kriegsfall. Während der Weimarer Republik war er zunächst im Rang eines Postrats Referent im Reichspostministerium. 1926 wurde er Oberpostrat, 1929 Ministerialrat. Er begleitete den Aufbau des deutschen Rundfunks und war maßgeblich daran beteiligt, die Rahmenbedingungen zu gestalten. Dazu gehörten eine Distanzierung von kommerziellen Interessen, enge Staatsaufsicht, ein öffentlich-rechtliches Gremiensystem und die Einbindung von Bildungs- und Kultureinrichtungen in Beiräten. Das Ministerium entsandte ihn in die Aufsichtsräte der Reichs-Rundfunk-Gesellschaft und der Deutschen Welle GmbH. Er starb im 56. Lebensjahr nach längerer Krankheit.

### Publizistisches Wirken
Thurn publizierte eine Vielzahl technischer, juristischer und allgemeiner Artikel über Funk und Radio in Fachzeitschriften und in Publikumszeitschriften, außerdem veröffentlichte er Bücher als Autor und Ko-Herausgeber. Er war sowohl in Fachkreisen wie bei Radioamateuren bekannt. Der Medienhistoriker Wilfried B. Lerg nannte Thurn als Publizist „unermüdlich“.

### Der Begriff „Rundfunk“
Der Begriff „Rundfunk“ war eine dem englischen „broadcast“ nachempfundene Wortschöpfung, die vermutlich aus den Jahren 1918/19 stammt. Sie ist oft dem Rundfunk-Staatssekretär Hans Bredow zugeschrieben worden, der den Begriff politisch prägte und durchsetzte sowie einer breiten Öffentlichkeit bekannt machte. Von Bredows Rivalen, dem Funkpionier und Ingenieur Eugen Nesper, stammt die Behauptung, der eigentliche Schöpfer des Begriffs „Rundfunk“ sei Hermann Thurn gewesen.

## Werke (Auswahl)
- „Wesen und Bedeutung der Funkfachpresse“. Funk : die Wochenschrift des Funkwesens, 8(13), 1930, S. 54–55.
- „Der Rundfunk und die Geistesarbeiter“. Die Sendung 7(40), 3. Oktober 1930, S. 633ff.
- Die internationale Reglung der Funktelegraphie und -telephonie. [zum Weltfunkvertrag von Washington 1927], 1929, Berlin: Julius Springer Google Books
- Hrsg. Mit E. Alberti, G. Anders, H. Backhaus, F. Banneitz et al. Taschenbuch der drahtlosen Telegraphie und Telephonie. Berlin: Springer 1927.
- „Die Technik im Vertragsentwurf zur internationalen Neureglung der Funktelegraphie“. Jahrbuch für das gesamte Funkwesen 2, 1926, S. 263–271. (Volltext Hathi Trust)
- „Die Weltnachrichtenmittel im Versailler Friedensvertrag“. Jahrbuch für das gesamte Funkwesen 1, 1925, S. 237–246.
- „Die Organisation des Unterhaltungs-Rundfunks und die ,Deutsche Stunde'“. Jahrbuch für das gesamte Funkwesen 1, 1925, S. 184ff.
- „Die Entwicklung des drahtlosen Presse-Rundfunks“. Zeitungs-Verlag 25 (29), 18. Juli 1924, S. 1286–1288.
- Drahtlose Telephonie im Wirtschaftsdienst. Funk, 1(3), 1924, S. 34–36.
- Der deutsche Rundfunk : Ein Merkbüchlein. Berlin: Radiogesellschaft Behm & Co. 1924,
- Der Rundfunk. Oldenburg: Stalling 1924. Inhaltsverzeichnis bei DNB
- Der funktelegraphische Wetter- und Zeitzeichendienst. Mit 15 Figuren im Text. Berlin: M. Krayn 1923. Inhaltsverzeichnis bei DNB
- „Der Rundspruchdienst und der Blitzfunkverkehr unter besonderer Berücksichtigung ihrer wirtschaftlichen Bedeutung“. Auslandnachrichten [Hrsg. Deutscher Wirtschaftsdienst] 8(31/32), Sonderheft: Die drahtlose Telegraphie und Telephonie im Wirtschaftsleben der Völker, 17. August 1922.
- „Die neuzeitliche Entwicklung der drahtlosen Telegraphie und Telephonie in Deutschland“. Archiv für Post und Telegraphie, 50, 1922, S. 345–367. PDF, Internet Archive
- Das drahtlose Telegraphieren und Fernsprechen und Fernsprechen mit Hilfe von Kathodenrohren. Berlin: Dietze 1921.
- „Die Poulsen-Lorenz-Anlage in Königs Wusterhausen“, in: Telegraphen- und Fernsprechtechnik 3 / 4, 1920, o. S.
- „Die Poulsen-Lorenz-Anlage in Königswusterhausen“, in: Elektrotechnische Zeitschrift 2. September 1920, 41. Jg., Nr. 35, S. 686–687.
- „Das englische funktelegraphische Weltprojekt“, in: Elektrotechnische Zeitschrift 25. November 1920, 41. Jg., Nr. 47, S. 938–939 PDF, Internet Archive
- „Überseeische Telegraphie und auswärtige Politik“ [Besprechung Richard Hennig], in: Elektrotechnische Zeitschrift 8. Januar 1920, 41. Jg., N. 2, S. 36–37.
- „Die deutsche Funkentelegraphie im Weltkriege“. Jahrbuch des Norddeutschen Lloyd 1918/19, 1919, S. 93–128.
- „Selbstaufzeichnung des Zeitsignals“. Die Naturwissenschaften, 2. Jg., Februar 1914, S. 132–137. Volltext auf Digizeitschriften.de
- Die Funkentelegraphie im Recht. Eine rechts- und verkehrsgeschichtliche Abhandlung. München, Berlin, Leipzig: J. Schweitzer Verlag (Arthur Sellier) 1913.
- „Die funkentelegraphische Verbindung Deutschlands mit seinen Kolonien“. Die Flotte 16, 1913, S. 62–64.
- „Funkentelegraphie und Luftschiffahrt“. Blätter für Post und Telegraphie Nr. 22–24, 1912.
- „Neue funkentelegraphische Stationen für Luftschiffahrtszwecke“. Deutsche Luftfahrt 16. Jg., 1912, S. 608–612. (Volltext Hathi Trust)
- „Die Funkentelegraphie im Seekriegsrechte“. Archiv für Post und Telegraph Heft 3, 1912, S. 271ff.
- „Funkentelegraphie in Seenot“. Beil. Telegraphen- und Fernsprech-Technik (TFT) 1, 1912, S. 21–23.
- „Die Telefunkenstration der Schütte-Lanz-Gesellschaft“. Allgemeine Auto-Zeitung 13(25), S. 36.
- „Die telegraphische Verbindung Deutschlands mit seinen Kolonien“. Militär-Wochenblatt 96, 1911, S. 989–993, S. 1014–1017.
- Die Verkehrs- und Nachrichtenmittel im Kriege mit 32 Abbildungen und Skizzen. Leipzig: Barth 1911.
- „Motorluftschiff, Elektrizität und drahtlose Telegraphie“. Zeitschrift für Post und Telegraphie (Wien) Nr. 4, 1910.
- Die Seekabel unter besonderer Berücksichtigung der deutschen Seekabeltelegraphie. Leipzig: Hirzel 1909.
- „Gesetzesbestimmungen über den funkentelegraphischen Verkehr“. Marine-Rundschau 20(2), Februar 1909, S. 181–191, Teil 2: Marine-Rundschau 20(3), März 1909, S. 276–288 [Volltext Hathi Trust]
- Die Funkentelegraphie. Aus Natur und Geisteswelt: Sammlung wissenschaftlich-gemeinverständlicher Darstellungen. Berlin, Leipzig: Teubner 1907, 1913, 1915, 1917, 1918.